# The Lord of the Rings: The Battle for Middle-earth II
The Lord of the Rings: The Battle for Middle Earth II é um jogo de estratégia em tempo real produzido pela Electronic Arts, lançado em 2006, para PC e para Xbox 360. É baseado na trilogia O Senhor dos Anéis e na obra O Hobbit, assim como em outras obras da autoria de J.R.R Tolkien. O jogo é a sequência de The Lord of the Rings: The Battle for Middle Earth, lançado em 2004 pela Electronic Arts. A versão para Windows deste jogo foi lançada em 2 de Março de 2006 e versão para Xbox em 5 de Julho do mesmo ano.  Foi lançada igualmente uma edição de coleccionador, contendo material bónus e um documentário sobre a processo de desenvolvimento e produção do jogo.
O enredo do jogo está dividido em duas campanhas: a campanha do Bem e a campanha do Mal. O campanha do Bem foca-se em Glorfindel, um herói elfo que descobre e enfrenta, com a ajuda dos anões, um ataque a Rivendell e ao território circundante. Na campanha do Mal, a Boca de Sauron e os Nazgûl são enviados por Sauron para invadir e dominar as terras do Norte, contando com a ajuda de um exército de goblins.
The Battle for Middle Earth II foi acolhido favoravelmente pela crítica. Foi elogiada a integração do universo de O Senhor dos Anéis num jogo de estratégia em tempo real, enquanto que o equilíbrio do modo multiplayer foi posto em causa, tendo sido alvo de críticas por parte de alguns analistas. The Battle for Middle Earth II recebeu numerosos prémio, incluindo o Editors' Choice Award da IGN.

## O Jogo
Em Battle for Middle-Earth II, a principal novidade é a presença de elementos e fatos dos livros da série, direito de uso adquirido pela Electronic Arts em meados de 2005. Com isso, a reprodução do universo de O Senhor dos Anéis torna-se muito mais completa, com referências que só aqueles que leram a obra reconhecerão. O jogo figurou no quarto lugar de uma lista dos jogos mais vendidos de Maio de 2006. Uma expansão foi lançada para o Windows em 28 de Novembro de 2006, com o título de The Lord of the Rings: The Battle for Middle Earth II: Rise of the Witch-King, adicionando a nova facção de Angmar, novas unidades e vário melhoramentos de jogabilidade.
Para dizer a verdade, tirando as novidades vindas das páginas da trilogia, o jogo é quase uma atualização anterior, ainda que, é preciso admitir, os produtores tenham dado ouvidos às críticas em relação à versão original e alterado certas características no novo episódio.
As batalhas navais estréiam na série, e ainda que bem-vindas, não aparecem com tanta freqüência nas missões da campanha. Por conseqüência, sem estarem bem integrados ao contexto bélico, os conflitos em alto mar não exercem um papel fundamental no jogo - para traçar uma comparação, não são tão importantes quanto em Age of Empires III, por exemplo.
Contudo, a essa altura das coisas, é difícil encontrar algo que já não tenha sido visto em outros jogos baseados na saga. Normalmente, o segredo para vencer as missões é armar a defesa de suas estruturas e resistir tempo suficiente para pesquisar todas as atualizações e, então, realizar o ataque massivo e derradeiro.
Normalmente, os momentos mais marcantes são os que envolvem os heróis e unidades especiais, cada um com seus poderes e habilidades únicas, disponibilizados de acordo com o nível de experiência. Em estágios mais avançados, até um Balrog pode ser convocado pelas forças de Sauron.

### Melhorias e Novidades
Nesta nova versão de The Battle for Middle Earth, foram feitas algumas melhorias. Agora, por exemplo, é possível construir estruturas em qualquer lugar do mapa, e não apenas em pontos pré-determinados, como acontecia na primeira versão. Uma novidade notável do jogo é a ferramenta de construção de heróis, ideal para aqueles que já enjoaram das longas barbas de Gandalf. Com ela, você cria o seu próprio herói, homem ou mulher, personalizando cabelo, armas e alguns outros acessórios. Porém muitos dizem que recurso é bastante limitado, mas quebra um pequeno galho.

### Defesa
Ao que parece, a defesa mereceu mais ênfase nesta versão, com a possibilidade de construir torres, muros e outras estruturas do gênero. Contudo, aqui também parece ocorrer algo semelhante às batalhas navais, ou seja, uma certa falta de contextualização, haja vista que, dentro da árvore tecnológica, as construções defensivas estão disponíveis com alguma facilidade, diminuindo a importância real das mesmas.

## Modos
Como em "The Battle for Middle-Earth", o jogo é dividido em diferentes modos, que podem fazer ou não parte das histórias do Senhor dos Anéis.

### Campanhas
Aqueles que jogaram o original se sentirão em casa em "Battle for Middle-Earth II", que captura com maestria a atmosfera de "O Senhor dos Anéis", marcando a estréia de três facções: elfos, anões e goblins. Há 25 missões divididas entre as duas campanhas para o single-player, uma para o lado do bem e outra para o lado do mal.

### Guerra do Anel
Algumas horas depois, quando você já tiver terminado as duas campanhas, o que basicamente restará é o modo “War of the Ring”, provavelmente a mais grata surpresa de "Battle for Middle-Earth II". É, em essência, um modo de conquista, mas os cenários são mais estratégicos e variados do que os vistos no original. Sem as "amarras" impostas pelo enredo, a guerra ganha mais criatividade, pois dá ao jogador a liberdade de ousar alternativas diferentes das que já foram vistas nos games, filmes ou livros.
Como em um jogo de tabuleiro, o objetivo é conquistar a Terra-Média, movimentando suas tropas por vários territórios, enquanto conquista um a um. Mas não é só isso: como cada território tem apenas dois espaços para construções, é necessário administrá-los bem e escolher o que será colocado ali, de acordo com a linha de estratégia adotada - fazendas, por exemplo, permitem alistar um número maior de unidades.

### O "Resto”
Assim, como no game anterior, as lutas e os confrontos entres unidades são os mesmos, mas uma coisa mudou, os gráficos estão incomparáveis ao game anterior. E também não vamos nos esquecer dos modos "multiplayer" e "skirmish", assim, possibilitaram nos escolher que nação podemos comandar.